# Michio Yasuda
Michio Yasuda, född 10 november 1949 i Japan, är en japansk tidigare fotbollsspelare.